# ニコニコ超会議
ニコニコ超会議（ニコニコちょうかいぎ）は、ドワンゴが主催するニコニコ動画の「会議」（オフラインミーティング）を自称した参加型複合催事である。コンセプトは「ニコニコの全て(だいたい)を地上に再現する」および「ネット発! みんなで作る日本最大級の文化祭」。幕張メッセが会場となる。

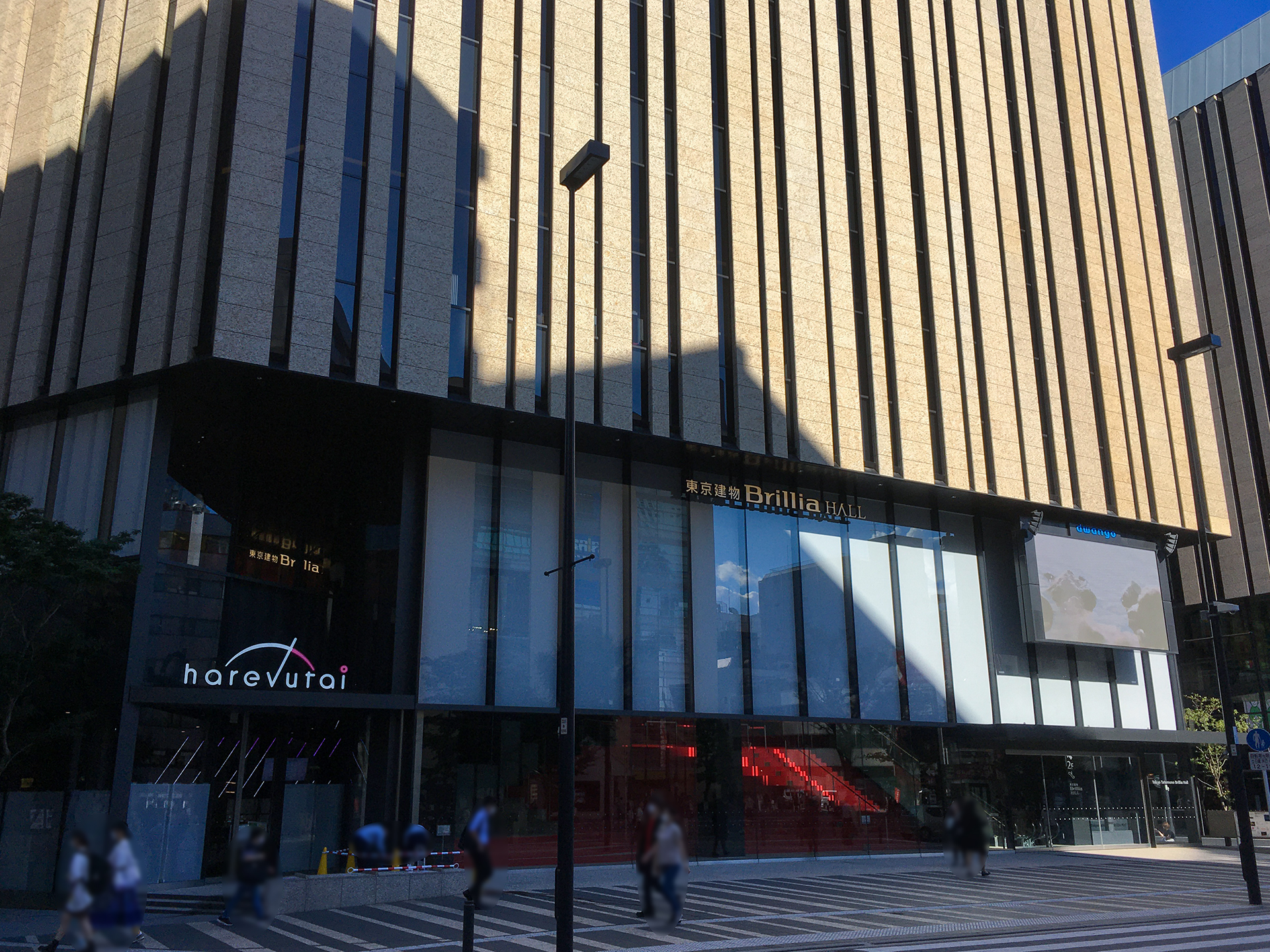
2022年の一部の生配信番組の会場として使用され、番組の生配信が行われたハレスタ「東京建物 Brillia HALL」

## 概要
niconicoで親しまれているサブカルチャーを主とするが、それに限定しない様々な文化などをテーマとしたブースやライブステージを、幕張メッセ内の全ホールを使い多数設置した総合イベントで、2012年より毎年4月下旬頃に開催されている。ニコニコ大会議を前身としており、初期は、ニコニコ動画に関連する新機能等の発表会も兼ねていた。2016年以降はイベントホール内で超歌舞伎の公演も行われている。
ほとんどのイベントの様子はニコニコ生放送で配信されており、原則として無料で視聴できるため、現地に足を運ばなくても好みのイベントを体感することが可能となっているうえ、そこに投稿されたコメントが会場各ブース内の大型モニターに流れることで、現地（リアル）とネットの両参加者が一体となれるのも特徴である。
会場内では、生主（配信者）がニコニコ生放送で生配信を行うことも可能。コスプレでの参加も可能であり、性別を問わず多くのコスプレイヤーやアイドルファンも訪れる。
2020年と2021年は新型コロナウイルス感染拡大防止の観点から幕張メッセでのイベントが中止され、ニコニコネット超会議という名称で、ニコニコ生放送での生配信企画のみが集中的に行われる形での開催となった。この形態は幕張メッセでの開催を再開しニコニコ超会議に戻った2022年以降にも取り入れられ、「ネット」と「リアル」の両方で開催されるイベントとなっている。

## 各年の主な開催内容

### ニコニコ超会議 (2012年)
2012年に開催された第1回では、「ガチムチパンツレスリング」シリーズに登場するビリー・ヘリントンがスペシャルゲストとして来日した。またavexとのコラボ企画も行われ、TM NETWORKの「I am」発売記念で小室哲哉、日高光啓、小室みつ子、浅倉大介、デーモン閣下が出演してライブやトークが披露された。
「超踊ってみたブース」では2日間にわたって「全国統一踊ってみたオフ」、「踊ってみたレッスン」、「踊ってみた耐久レース」、「超会議踊ってみた振り付け選手権」、「超会議地方対抗ソロバトル」などが開催される。
「痛Gふぇすた」、「痛車天国」など会場内では多くの催し物が共催される。「THE VOC@LOiD 超M@STER」や「博麗神社例大祭 超濃縮版」では、成人向け関連の頒布は千葉県青少年保護育成条例上の理由により禁止されている。

### ニコニコ超会議2 (2013年)
2013年は自民党、民主党、日本維新の会、日本共産党などの政党が出展した。また、安倍晋三も訪れ、自衛隊ブース、自民党ブースを視察した。ビリー・ヘリントンもスペシャルゲストとして再び来日。これが生前最後の来日となった。

### ニコニコ超会議3 (2014年)
2014年は、大相撲幕張巡業、しんかい6500、AH-64D アパッチ・ロングボウの実物展示が行われ、安倍晋三も来場した。

### ニコニコ超会議2015
2015年は、「ニコニコ超会議4」ではなく「ニコニコ超会議2015」という表記になり、以後年号表記となる。幕張メッセの全ホールを使用して行われるに至り、スポーツでは前年好評だった大相撲幕張巡業も開催され、人気MAD動画である「SUMOU」の再現が行われる他、DDTの協力でプロレス興行も実施。実物の展示はPAC-3、タルボサウルスの化石、パブロ・ピカソの絵画が展示された。また、日本航空や日産自動車も出展。若年層へのアピールへの場として活用している。またゲーム実況では、『ゲームセンターCX』と任天堂とのコラボ企画も行われ、「実況主」の他、有野晋哉と宮本茂も出演した。このとき、新作ゲーム「スーパーマリオメーカー」を披露している。政党関係の出展辞退が相次いだ。なお、第3回まで超会議と同日に行われてきた『ニコニコ超パーティー』は企画の分割に伴い、2015年以降は幕張ではなくさいたまスーパーアリーナで秋に開催されることになった。

### ニコニコ超会議2016
2016年は、幕張メッセの全ホールに加え千葉マリンスタジアムも使用することとなった。大相撲巡業は行われないが、4月29日のプロ野球公式戦・千葉ロッテマリーンズ対北海道日本ハムファイターズ戦の座席を一部開放し、小林幸子がバズーカ砲で始球式を行った。NHKも「超・真田丸」ブースを設置し、出演者によるトークショーが行われた。また、「超歌舞伎」と呼ばれる新作歌舞伎の上演も本年より行われた。スポンサー関係では、au（KDDI）が超特別協賛から降板し、日本電信電話（NTT）が新たな超特別協賛社となった。一方で、熊本地震の影響により一部の出演者に辞退が生じたり、イベントの一部中止が発生した。

### ニコニコ超会議2017
2017年は、2年ぶりに大相撲幕張巡業が開催された。人気MAD動画である「SUMOU」の再現が行われたが、稀勢の里が大相撲平成29年3月場所13日目で左上腕部の筋損傷のけがを負ったため参加しなかった。30周年を迎えるアイデア対決・全国高等専門学校ロボットコンテストが初めて出展した。日本航空はダグラス DC-8「FUJI」の機首展示を行った。京浜急行電鉄では品川駅から京急久里浜駅までの今と昔を比較した展望動画を放映したほか、JOYSOUNDとのコラボレーションで、列車の本物の部品を使ったカラオケルームの制作を発表した。そのほか、ビートたけしがトークショーで毒舌を発揮した。最終的な会場来場者数は15万4601人と過去最大であった一方、ネット来場者数は505万9967人と大幅に減少した。

### ニコニコ超会議2018
2018年は『笑点』の公開収録が行われ、この模様は5月13日に放送された。藤田晋がトークショーを行ったほか、『水戸黄門』のご一行も漫遊した。しかし、大相撲巡業はスキャンダルの発覚により行われず、森友・加計学園問題等の諸問題により、すべての政党が出展を取りやめる事態となった。さらに、コスプレイヤーが消臭スプレーを不特定多数に撒き散らした傷害事件が発生している。それでも、最終的な会場入場者数は16万1277人と過去最高を記録し、ネット来場者数も612万1170人とV字回復を達成した。

### ニコニコ超会議2019
2019年は、平成最後を飾るイベントとして「超ベストソング 平成の名曲」を募り、オタ芸ダンス世界大会「サイリウムダンスワールドバトル」日本予選が行われた。「超鉄道」ブースでは、向谷実が多忙により関わることができなかったが、発売60周年を記念してプラレール、中国で人気を博している動画サイト「Bilibili」も出展された。政党関連は出展を行わなかったが、菅義偉が来場した。

### ニコニコネット超会議2020・2021
2020年は、新型コロナウイルス感染拡大のため、開催は中止となった。代わりに一部企画を「ニコニコネット超会議」としてニコニコ動画・生放送のサイト上にて開催されたが、改正・新型インフルエンザ等対策特別措置法に基づく緊急事態宣言の発令により一部企画の開催を断念。当該企画の代替開催を兼ねて、更にニコニコ町会議・闘会議の代替企画を統合した上で夏季にも開催された。2021年についても同様の措置が取られている。

### ニコニコ超会議2022
2022年は、約3年ぶりに幕張メッセで2日間、ネットで8日間の開催となった。来場者数は、約9万6000人と初回以降最も少ない来場者となった。ネット来場者に関しては、最後のリアル開催の時の倍以上に増えた。超会議内の「超歌舞伎」が、ネット総来場者数が100万人を超えた。フィナーレ放送では、『ニコニコ超パーティー』が約4年振りに『超パーティー2022』として同年10月15日・16日にさいたまスーパーアリーナで開催されることが発表された。その一方で、「博麗神社例大祭 超濃縮版」が博麗神社例大祭本祭の開催時期変更に伴って、超会議への出展を取りやめた。

### ミュージック超会議 (2022年秋)
2022年10月8日から16日に「ミュージック超会議」が行われた。ニコニコでは初となる音楽を主体としたイベントであり14日までをネットで、15日、16日はリアルで「超パーティー」が行われた。ボカコレ、歌ってみたcollectionなどのニコニコがこれまで数多く開催してきた音楽イベントが一堂に集まる形で行われた。合計9569作品が投稿された。また、ボカコレに関しては前回開催の「ボカコレ春」からボカコレ参加作品の視聴率が170％増加している。

### ニコニコ超会議2023
2023年は、4年ぶりに任天堂が協賛の「スプラトゥーン甲子園2023 関東地区大会」が開催されたほか、ユーザーの年齢層が拡大していることを踏まえて、会場内に託児所が設置された。その一方で政党関連のブース出展は各党共行われなかった。また、新型コロナウイルス対策の緩和により、2022年は行えなかった「イベント中の声出し」が解禁された。
なお、秋に行われる予定だった「ミュージック超会議2023」については、9月12日に配信された「月刊ニコニコインフォ」において、開催を見送ることが発表された。

### ニコニコ超会議2024
2024年は、ユーザーを中心とした出展ブース「クリエイタークロス」がエリアを拡大して行われた。この企画が行われた効果もあり、ユーザー出展者は昨年の6.8倍となる900組、併催イベントも含めると1131組となり、ニコニコ超会議史上最大となるイベントとなった。また、今回の超会議では通常の超歌舞伎が行われず、トークショーやグリーフィングといった形で行われた。

### ニコニコ超会議2025
2025年は9 - 11ホールにおいて、任天堂がNintendo Switch 2の体験会を開催する都合上から、11年ぶりに1 - 8ホールに規模を縮小して開催した。

## 各回の開催概要
| 開催日                                              | 開催名                                        | キャッチフレーズ                                                           | 会場来場者数     | ネット来場者数 | 収支                  | 備考/他                                                                                     |
| --------------------------------------------------- | --------------------------------------------- | -------------------------------------------------------------------------- | ---------------- | -------------- | --------------------- | ------------------------------------------------------------------------------------------- |
| 2012年4月28日 - 29日                                | ニコニコ超会議                                | 集まれば、強くなる。                                                       | 9万2384人        | 347万766人     | 4億7081万25円の赤字   |                                                                                             |
| 2013年4月27日 - 28日                                | ニコニコ超会議2                               | つくるのは、あなたです。                                                   | 10万3561人       | 509万4944人    | 8854万2000円の赤字    |                                                                                             |
| 2014年4月26日 - 27日                                | ニコニコ超会議3                               | 全員主役。                                                                 | 12万4966人       | 786万4158人    | 7039万3314円の赤字    | この回までは、ニコニコ超パーティー分が含まれる                                              |
| 2015年4月25日 - 26日                                | ニコニコ超会議2015                            | この国には、たくさんのネ申がいる。                                         | 15万1115人       | 794万495人     | 4626万6656円の赤字    | この回以降、ニコニコ超パーティー分は含まれない                                              |
| 2016年4月29日 - 30日                                | ニコニコ超会議2016                            | この場所は、みんなのキセキ。                                               | 15万2561人       | 554万8583人    | 3億9084万3616円の赤字 |                                                                                             |
| 2017年4月29日 - 30日                                | ニコニコ超会議2017                            | この景色の中に、あたらしい「いま」。                                       | 15万4601人       | 505万9967人    | （非公表）            | この回以降、収支が公表されなくなる                                                          |
| 2018年4月28日 - 29日                                | ニコニコ超会議2018                            | キミの日常は、誰かの特別。                                                 | 16万1277人       | 612万1170人    | （非公表）            |                                                                                             |
| 2019年4月27日 - 28日                                | ニコニコ超会議2019                            | 同じってうれしい。違うってたのしい。                                       | 16万8258人       | 666万3612人    | （非公表）            |                                                                                             |
| 2020年4月12日 - 19日                                | ニコニコ超会議2020 ↓ ニコニコネット超会議2020 | みんな、たった一つの「好き」で強くなる。 ↓ それは、勇気や愛でできている。  | （なし）         | 1638万1426人   | （非公表）            | 新型コロナウイルス感染拡大防止の為、ネット配信での開催。                                    |
| 2020年8月9日 - 16日                                 | ニコニコネット超会議2020夏                    | すべての「夏」を、取り戻す。 ↓ ネットから無限の「夏」が、あふれ出す。      | （なし）         | 1773万8806人   | （非公表）            | 新型コロナウイルス感染拡大防止の為、ネット配信での開催。                                    |
| 2021年4月24日 - 5月1日                              | ニコニコネット超会議2021                      | はじまりのおわり おわりからのはじまり ↓ 「楽しい」をつくれる、天才たちへ。 | （なし）         | 1796万2479人   | （非公表）            | 新型コロナウイルス感染拡大防止の為、ネット配信での開催。                                    |
| 2022年4月23日 - 30日(ネット) 29日、30日(リアル)     | ニコニコ超会議2022                            | 「ただいま。」「おかえり。」                                               | 9万6160人        | 1389万1680人   | （非公表）            | ネットとリアルでの開催                                                                      |
| 2022年10月8日 - 10月16日(ネット) 15日、16日(リアル) | ミュージック超会議2022                        | くらえ、無限音楽。                                                         | 1万5000人 (上限) | (非公表)       | （非公表）            | 初となる音楽を主体として行われたイベント。 15日と16日には「超パーティー2022」が開催された。 |
| 2023年4月22日 - 30日(ネット) 29日、30日(リアル)     | ニコニコ超会議2023                            | 夢中は、無敵。                                                             | 11万8797人       | (非公表)       | （非公表）            | チケットの値段が物価上昇の影響により値上がりされた。                                        |
| 2024年4月22日 - 28日(ネット) 27日、28日(リアル)     | ニコニコ超会議2024                            | ひとりのこらず主人公。                                                     | 12万5362人       | (非公表)       | 黒字（金額非公表）    |                                                                                             |
| 2025年4月26日、27日                                 | ニコニコ超会議2025                            | まざろ                                                                     | 13万2657人       | (非公表)       | （非公表）            |                                                                                             |

## ニコニコ超会議号

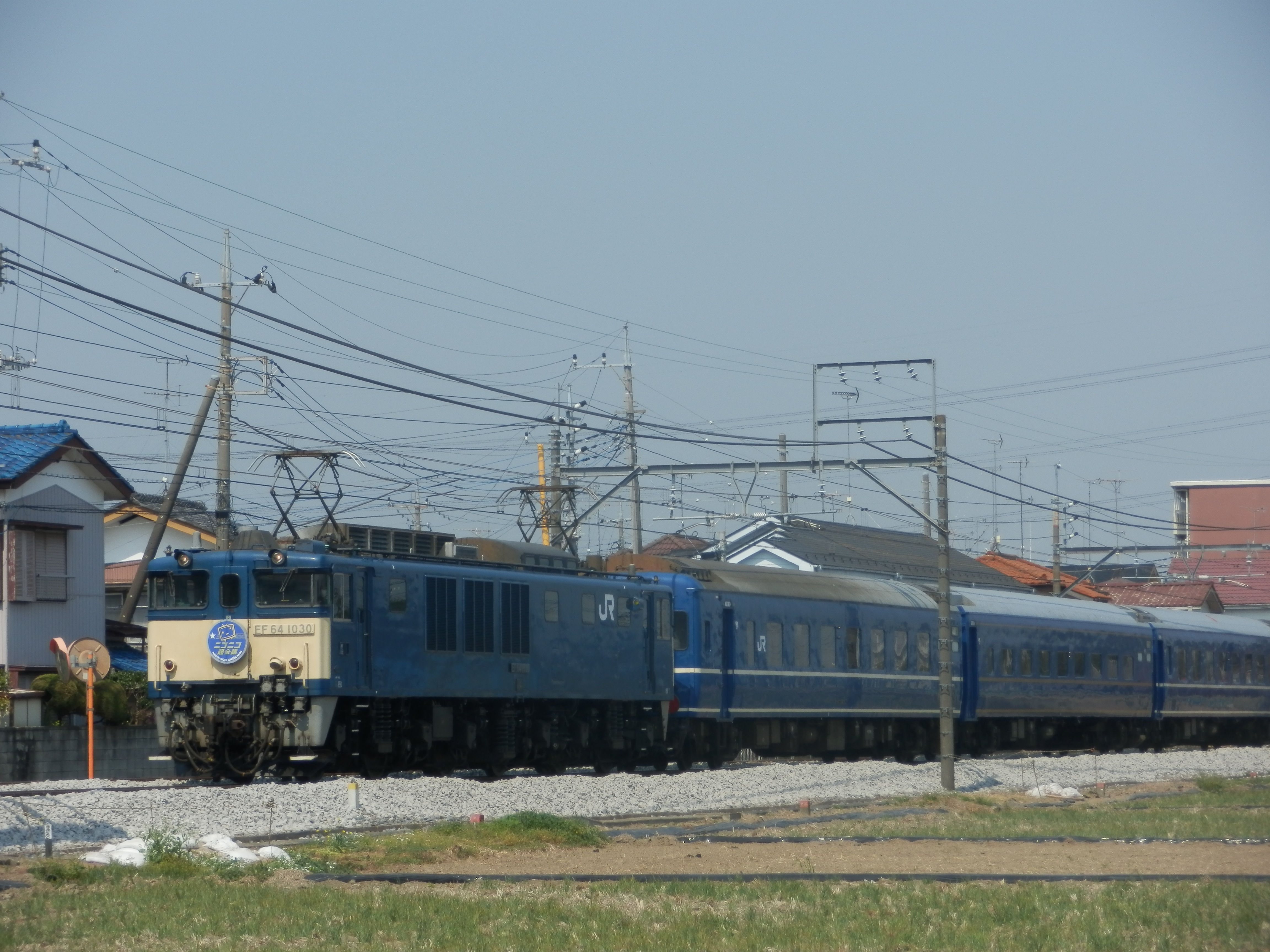
2014年4月25日から26日にかけて運転されたニコニコ超会議号

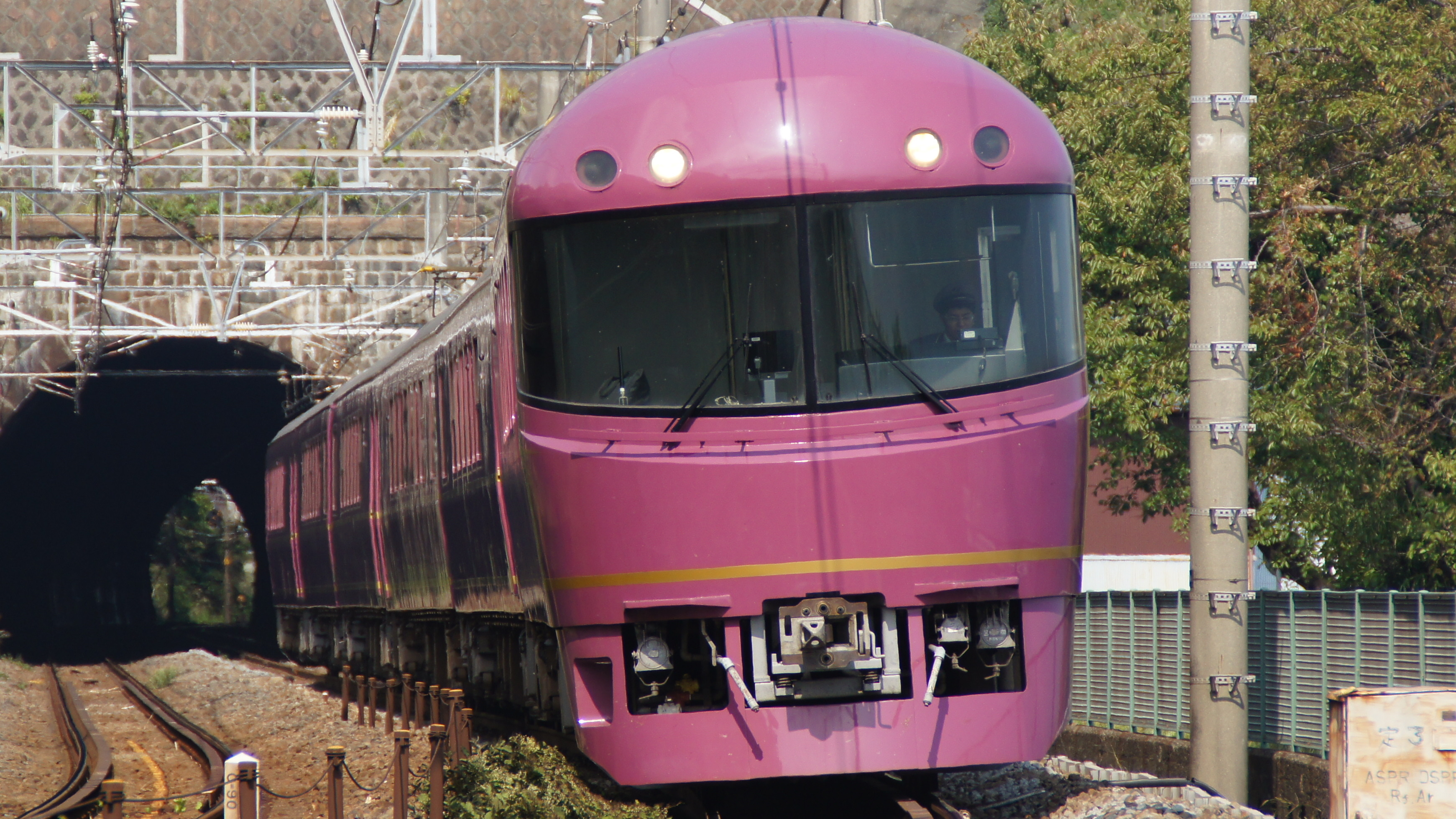
2012年のミステリートレインに使用された485系「宴」

ニコニコ超会議号は向谷実が代表を務める向谷倶楽部の企画により、ニコニコ超会議の開催に合わせて運行されている団体列車である。
「ニコニコ超会議3」までは、電気機関車に牽引された24系客車（JR東日本青森車両センター所属、5両+電源車）を使用し、大阪駅発長岡駅経由上野行きの夜行列車として運行されていた。JR西日本線からJR東日本線へ直接入れる遠回りのルート（直江津駅経由）を取っていた。
走行ルート：大阪駅→東海道本線→京都駅→湖西線→北陸本線→信越本線→長岡駅（スイッチバック・機関車交換）→上越線→高崎線→東北本線→上野駅
2012年のみ「宴」を使用して品川駅発海浜幕張駅行きの「ミステリートレイン」も運転されている。
2015年は、華による品川 - 海浜幕張間での運転のみを4月25日に運行した。
2016年は、秋田車両センター（現・秋田総合車両センター南秋田センター）所属583系N1+N2編成を使用して大阪→海浜幕張間を東海道本線および東海道貨物線・武蔵野線経由で運行された。583系の車内は開放3段式のB寝台に変換できるボックス席が設けられているが、進行方向右側のみ寝台に変換。左側はボックス席のままで休憩用スペースとして使われた
2017年は企画が中止された。
2018年は、大井川鐵道が4月21日-4月26日まで「ニコニコ超会議号」のヘッドマークを掲示しての運行を行った。
2019年以降は実施されていない。

## 関連イベント
- ニコニコ大会議
- 超歌舞伎
- ニコニコ町会議
- ニコニコ超パーティー
- 闘会議
- 池袋ハロウィンコスプレフェス